# 프리티 리틀 라이어스
프리티 리틀 라이어스(영어: Pretty Little Liars)는 2010년 6월 8일부터 2017년 6월 27일까지 방영된 드라마이다.

## 줄거리
친구가 실종된 후 서로 멀어진 4명의 소녀들이 1년 후 갑자기 없어진 친구로부터 이상한 문자를 받기 시작하면서 벌어지는 이야기.

## 캐스트
- 트로이언 벨리사리오 - Spencer Hastings
- 샤이 미첼 - Emily Fields
- 애슐리 벤슨 - Hanna Marin
- 루시 헤일 - Aria Montgomery
- 사샤 피에터스 - Alison DiLaurentis